# Boleslav Leopoldovich Yavorsky
Boleslav Leopoldovich Yavorsky   (Khàrkiv, 22 de juny de 1877 - Saràtov, 26 de novembre de 1942) va ser un pianista, musicòleg, professor, compositor i figura pública rus i soviètic. Doctor en Història de l'Art (sense defensar una tesi, 1941).

## Biografia
Yavorsky el 1898 es va graduar a l'Escola de Música de Kíiv, el 1903 al Conservatori de Moscou en les classes de composició de Serguei Tanéiev i piano amb N. E. Shishkin.
Un dels organitzadors del Conservatori Popular de Moscou (1906). El 1916-1921, va ser professor al Conservatori de Kíiv, ensenyant piano, la teoria de la composició musical i "escoltar música" (és a dir, la psicologia de la percepció musical). Des de 1918 - professor a l'Institut de Música i Drama de Kíiv que porta el nom de Nikolai Lysenko. El 1917-1921 - director del Conservatori Popular de Kíiv. El 1921-1925 (a iniciativa de A.V. Lunacharsky) - cap del departament d'institucions educatives musicals de la Glavprofobra. Mentre ocupava un càrrec ministerial, va intentar reformar l'ensenyament al Conservatori Estatal de Moscou, fet que va provocar l'oposició dels professors del conservatori (A. B. Goldenweiser, M. M. Ippolitov-Ivanov, M. V. Ivanov-Boretsky). El 1921-1930 va ensenyar “escoltar música” al First State Music College, que va fundar.
A mitjans de la dècada de 1920, va visitar diverses vegades a l'estranger (a Itàlia, Grècia, Àustria, França, Alemanya). En nom de Lunacharsky, va negociar amb Serguei Prokófiev sobre el seu retorn a Rússia. El 1921-1931 - membre de l'Acadèmia Estatal de Ciències Agràries. El 1925-1930 - membre de la comissió de qualificació de la Comissió Central per a la Millora de la Vida Viva dels Científics (CEKUBU). Des de 1930 - membre del consell artístic del Teatre Bolshoi (Moscou). El 1932-1941 - editor sènior de Muzgiz (incloent l'edició de la publicació d'HTC Bach). El 1938-1941 va treballar al Conservatori de Moscou, on va impartir el seu propi curs a estudiants de grau titulat "Ideologia creativa i estil" (sobre la història dels estils escènics). A finals d'octubre de 1941, va ser evacuat com a part d'un grup de professors del conservatori a Saratov, on va morir el 1942.
Entre els estudiants de Yavorsky (al llarg dels anys) hi ha A. A. Alshvang, S. V. Protopopov, N. Ya Bryusova (va impartir el curs de Yavorsky al Conservatori de Moscou titulat "Percepció conscient del mode i el ritme"), G. G. Verevka, L. V. Kulakovsky Sveshni, P. I. Senitsa, V. A. Tsukkerman, N. D. Leontovich, Yu. A. Fortunatov, V. A. Makarov. Yavorsky va consultar molts compositors russos, com D. D. Xostakovitx, G. V. Sviridov, O. A. Evlakhov.

## Activitats científiques
Yavorsky és autor de treballs sobre teoria musical (melodia, ritme, harmonia, forma) i la història dels estils escènics. El creador de la teoria del "ritme modal" (va aparèixer cap al 1903; breument esbossat per l'autor el 1908) i de la "ciència del so modal" (la teoria de la "gravetat modal"). El nom de la teoria del ritme modal s'explica de la següent manera: les relacions de to en la música es basen en el mode, i les relacions de temps es basen en el ritme. Per “ritme modal” Yavorsky va entendre el desplegament d'un mode musical en el temps; correspon a la comprensió dinàmica moderna del mode. Yavorsky va assolir el seu màxim el 1930-1931. El febrer de 1930, per iniciativa de Lunacharsky, es va organitzar la "Conferència de tota la Unió sobre la teoria i la pràctica del ritme modal" (celebrada a la Sala Petita del Conservatori de Moscou). Els discursos d'alguns musicòlegs destacats (per exemple, M. Ivanov-Boretsky) contenien crítiques agudes al mètode i la terminologia de Yavorsky. Encara més polèmica va ser la discussió que va tenir lloc a l'Acadèmia Estatal d'Història de l'Art (Moscou) el juny de 1931 (ja no estava sota el patrocini de Lunacharsky), durant la qual la teoria del ritme modal va ser sotmesa a una crítica demolidora. En essència, aquesta discussió va marcar el final de les esperances de Yavorsky d'introduir el seu concepte en la formació dels músics.
La teoria de la música de Yavorsky conté elements de retòrica, i el llenguatge en què es presenta és metafòric. Aquesta direcció retòrica ja està fixada en la mateixa re definició de la música com a "discurs musical". A partir de l'enfocament metodològic en el paral·lelisme del text (verbal) i de la música, creix tota una sèrie de termes en part científics, en part figuratius "descripcions de paraules", dels quals "entonació" esdevé la més popular: aquesta paraula s'utilitza tant en un cert " "filosòfic general" i en el sentit d'un terme lingüístic i, finalment, en un significat específic només de Yavorsky. La seva "poètica" es caracteritza per expressions com "consciència sonora", "espiral auditiva", "principi de conjugació", "força gravitatòria", "energia de la inestabilitat", "impressió modal", "horitzó sonor" (en lloc de " rang"), etc.
Alguns termes musicals (com ara “tríada” i “acord de setena”, terminacions mètriques “mascle” i “femení”, neologismes “mode en cadena” i “mode doble”) reben definicions científiques molt específiques; Al mateix temps, l'autor dóna definicions poètico-simboliques més que científiques a altres termes (per exemple, mode - "un sistema de so d'ordre superior", metre - "durada absoluta en el temps"). Yavorsky especifica polèmicament el significat d'alguns termes coneguts, situant-los en el marc de la seva pròpia teoria inusual. Així, per exemple, el terme lingüístic "entonació" dins del marc de la teoria de la "gravetat tritona" es defineix molt específicament com "una comparació de dos sons (o moments) del sistema de tritons que són diferents en gravetat" i el El terme físic "moment", al seu torn, es defineix com "afirmació d'una part específica de la gravetat sistèmica o modal". I. Ya Ryzhkin (que va dedicar un assaig de 100 pàgines a la teoria del ritme modal), en un intent de generalitzar els ensenyaments de Yavorsky, assenyala el seu "asistematicisme extrem" i "estil de presentació confús", afirmant amargament: "Utilitzar. enunciats impresos de la teoria del ritme modal només és possible per a persones que ja coneixen aquesta teoria. És, per regla general, molt difícil que les persones que no la coneixen abans aprendre aquesta teoria, dominar-la a partir d'exposicions impreses existents”.
Molts dels treballs científics de Yavorsky no s'han publicat (es troben emmagatzemats als arxius del Museu de Cultura Musical M. I. Glinka). Les idees científiques i teòriques de Yavorsky van ser posades en pràctica activament pel seu alumne S.V Protopopov, autor del llibre "Elements de l'estructura del discurs musical".
Les obres de Yavorsky van tenir una influència significativa en els musicòlegs soviètics. Les posicions teòriques de Yavorsky (especialment les relacionades amb la psicologia de la percepció musical), inclosa la seva terminologia "retòrica", van ser adoptades fermament per B.V. Asafiev i E.V. Nazaikinsky, assimilades als ensenyaments de l'harmonia per Yu.N., T.S. N. Kholopov, així com en el conegut llibre de text "brigada" sobre harmonia.

## Creativitat musical
Yavorsky és l'autor de l'òpera Вышка Октября (Moscou, Teatre Bolxoi, 1930), el ballet "Джон Вильмор" (1910, no posat en escena), obres orquestrals i de cambra.

## Assajos
- L'estructura del discurs musical. Materials i notes. M., 1908.
- Text i música // Música (setmanal), núm. 163. M., 1914.
- Exercicis de formació del ritme modal. Part 1. M.: Jurgenson, 1915. 54 pàg.; 2a revisió i addicionals publicació anomenada Exercicis de formació de patrons de ritme modal. M.: Sector musical, 1928.
- Elements bàsics de la música // Art (1923) núm 1.
- Exercicis inicials de veu en un mode major. M, 1928
- Exercicis de formació de patrons de ritme modal: edició de partitures, part 1. M, 1928
- Disseny del procés melòdic // Estructura de la melodia. Vol. 3. M.: GAKHN, 1929.
- Suites per a Clave de Bach. Ed. S. V. Protopopova. M.-L., 1947.
- Notes sobre el pensament creatiu dels compositors russos des de Glinka fins a Scriabin // Obres seleccionades. T.2. Part 1. M., 1987.

Col·leccions d'articles

- Obres seleccionades. Part 1. M., 1964.
- Articles. Records. Correspondència. 2a ed., rev. i addicionals M., 1972.
- Obres seleccionades. T.2. Part 1. M., 1987.